# 澤姆良基 (丘胡伊夫區)
50°23′22″N 37°27′16″E / 50.38944°N 37.45444°E
澤姆良基（羅馬化：Zemlianky）是位於烏克蘭東部的村莊，由哈爾科夫州丘胡伊夫区的沃夫昌斯克市鎮負責管轄。該村始建於1850年，面積8平方公里，海拔高度135米，2001年人口338。